# Appendicula fenixii
Appendicula fenixii là một loài thực vật có hoa trong họ Lan. Loài này được (Ames) Schltr. mô tả khoa học đầu tiên năm 1912.